# ناو (افغانستان)
ناو (به لاتین: Nav) یک منطقهٔ مسکونی در افغانستان است که در ولایت بدخشان واقع شده‌است.